# Servizio ferroviario suburbano di Gand
Il servizio ferroviario suburbano di Gand (in francese Train S Gand; in olandese S-trein Gent) è il servizio ferroviario suburbano che serve la città belga di Gand.

## Storia
Il servizio venne attivato il 3 settembre 2018.

## Rete
La rete si compone di 3 linee:
- S51 Ronse - Eeklo
- S52 Gent-Sint-Pieters - Geraardsbergen
- S53 Gent-Sint-Pieters - Lokeren